# Шуйский, Андрей Иванович
Князь Андре́й Ива́нович Шу́йский (умер в 1589) — русский военачальник, рында, голова, воевода и боярин во времена правления Ивана IV Васильевича Грозного и Фёдора Ивановича.
Из княжеского рода Шуйские. Сын известного временщика-самовольца, боярина и князя Ивана Васильевича Шуйского (ум. 1542). Имел брата, боярина и князя Петра-Гурия Ивановича Шуйского (ум. 1564).

## Биография

### Служба Ивану Грозному.
В 1574—1580 годах входил в особый двор Ивана Грозного. В 1574 году ставил яства перед Государём на свадьбе царя и Анны Григорьевны Васильчиковой. В 1574, 1576 и 1577 годах рында с большим саадаком в царском полку у царевича Ивана Ивановича. В январе 1576 года второй рында при представлении Государю в Можайске немецкого императорского посла, голова у ночных сторожей в государевом стане, в чине дворового спал в его стане, рында с большим царевичем сайдаком в апреле в походе в Калугу. В 1579 году рында с государевым копьем в походе царя Ивана Грозного на Лифляндию. В 1580 году стольник, упомянут на бракосочетании царя Ивана Грозного с Марией Фёдоровной Нагово, стоял у государева платья. В 1581 году воевода передового полка в походе к Серпухову. В этом же году показан в стольниках, а после первый воевода Передового полка в Калуге. В 1581—1582 годах воевода Больших полков в походе против шведов, своими действиями заставил шведов снять осаду Орешка, в конце Ливонской войны. В 1583 году вновь воевода передового полка в походе к Серпухову и первый воевода передового полка в Калуге. В этом же году воевода в Смоленске.

### Служба Фёдору Ивановичу
В 1584 году, после смерти Ивана Грозного, и при восшествии царя Фёдора Ивановича на российский престол, князь Андрей Иванович был пожалован в бояре. Он в течение трёх лет начальствовал над береговыми войсками на Оке, подготавливал войска против шведов и упомянут: в 1585 году, в феврале первый воевода войск правой руки в Алексине, потом в Тарусе, а в октябре второй воевода Большого царского полка, в мае 1586 года воевода Передового полка. В этом же году велено ему было взять войска из Тулы и Дедилова и идти к Рязани первым воеводой Большого полка против крымцев вторгшихся в пределы страны, а после первый воевода в государевом походе против шведов.
В 1587 году пятый боярин при представлении боярам польского посла.
Старинная вражда князей Шуйских с Борисом Годуновым, фактически управлявшим страной, погубила князя Андрея Ивановича. В 1587 году, во время преследования князей Шуйских, он был обвинён своими подданными в измене и заговоре против власти, вследствие чего, сперва был сослан в село Воскресенское, а оттуда в Каргополь, где позднее, по свидетельству летописца, был задушен.
По неизвестной причине местничал с князем Фёдором Андреевичем Ноготковым-Оболенским, но при жизни князя Андрея Ивановича дело не завершено и было окончено только в 1600 году по настоянию Ф. А. Ноготкова-Оболенского, отстаивавшего место в местнической иерархии. Также князь Андрей Иванович местничал с князем А. И. Голицыным.
По родословной росписи показан бездетным.